# Linger (Adelsgeschlecht)

Wappen derer von Linger

Linger ist der Name eines preußischen Briefadelsgeschlechts. Die Familie, deren Angehörige vor allem als Offiziere in der Preußischen Armee dienten, wurde Anfang des 18. Jahrhunderts nobilitiert.

## Geschichte

### Herkunft
Nach Kneschke gehörte der kaiserliche Oberstleutnant Wilhelm Heinrich Linger und dessen Sohn Martin Ferdinand Linger, kurbrandenburgischer Capitain und Zeugmeister bei der Artillerie, zur Familie. Sein Sohn Salomon Linger stand ebenfalls in kurfürstlich brandenburgischen Militärdiensten. Das Genealogische Handbuch des Adels beginnt die gesicherte Stammreihe der Familie mit letztgenannten Salomon Linger. Er starb 1683 als kurbrandenburgischer Zeugmeister. Aus seiner Ehe mit Marie, eine geborene Wiese, stammen die beiden Söhne Christian Nicolaus und Jakob Salomon. Sie wurden die Begründer der beiden Linien der Familie.

### Linien und Persönlichkeiten
Christian Nicolaus Linger (1669–1755) trat 1688 als Bombardier in die preußische Artillerie ein und wurde 1701 zum Hauptmann befördert. Er zeichnete sich während des Pfälzischen Erbfolgekrieges und im Spanischen Erbfolgekrieg bei zahlreichen artilleristischen Einsätze aus und wurde zum Major befördert. Für seine Verdienste erhob ihn König Friedrich I. am 12. März 1705 zu Cölln in den preußischen Adelsstand. Als preußischer Generalmajor erfolgte seine Erhebung in den Reichsadelsstand am 24. Januar 1732 zu Wien. Er starb am 17. April 1755 als preußischer General der Artillerie. Christian Nicolaus war zweimal verheiratet, in erster Ehe seit 1698 mit Katharina Elisabeth Gräfen († 1711) und in zweiter Ehe ab 1716 mit Susanna Maria Kunsch von Breitenwald († 1745). Aus erster Ehe stammen fünf Kinder, vier Töchter und ein Sohn, Christian Ludwig von Linger (1711–1788). Er wurde preußischer Major und heiratete Katharine Dorothea Antoinette Küchmeister von Sternberg († 1812). Das Paar hinterließ einen Sohn und eine Tochter. 1791, mit dem Tod seines Sohnes Friedrich Albrecht Gustav Ludwig von Linger (* 1757), erlosch die Linie im Mannesstamm.
Wilhelm von Linger (* 1720), Christian Nicolaus’ einziger Sohn aus zweiter Ehe, verstarb bereits 1756 als preußischer Major eines Kürassierregiments. Seine Ehe mit Maria Elisabeth Oppermann blieb kinderlos.
Jacob Salomon Linger (* 1676), der Bruder von Christian Nicolaus von Linger, starb am 25. Mai 1729 als preußischer Oberstleutnant beim Feldartillerieregiment. Er heiratete 1710 Marie Elisabeth Lüderts und in zweiter Ehe 1723 Philippine, verwitwete von Lüderitz und geborene Kunsch von Breitenwald. Sein Sohn aus erster Ehe, Peter Salomon Linger (* 1719), erhielt am 3. Dezember 1787 zu Berlin den preußischen Adelsstand in Form einer Adelserneuerung. Er starb am 11. Juli 1793 als preußischer Oberst und Chef der schlesischen Garnisonsartillerie in Neiße. Aus seiner 1756 geschlossenen Ehe mit Maria Elisabeth von Linger, geborene Oppermann und Witwe des im gleichen Jahr verstorbenen Wilhelm von Linger, kamen neben zwei Söhnen, von denen einer noch im Kindesalter verstarb, drei Töchter. Sohn Karl Wilhelm von Linger (1757–1805), preußischer Kapitän und Kompaniechef im Feldartillerieregiment, konnte die Linie fortsetzen. Er hinterließ vier Söhne und eine Tochter. Der älteste Sohn Karl Wilhelm Peter Anton von Linger (* 1788), preußischer Sekondeleutnant im Garde-Füsilier-Bataillon, starb am 2. Juni 1813 in Glatz an einer Verwundung, die er am 19. Mai 1813 in den Befreiungskriegen im Gefecht bei Königswartha erhalten hatte. Der zweitälteste, Hans Wilhelm Karl von Linger (1794–1871), wurde preußischer Generalleutnant, der drittgeborene Hermann Karl von Linger (* 1798) starb 1883 als preußischer Hauptmann a. D. und der jüngste, Rudolf Karl von Linger (1801–1885), wurde preußischer Oberst.
Von den Brüdern konnten Hans Wilhelm Karl und Rudolf Karl die männliche Linie fortsetzen. Erster heiratete Friederike Luise Amalie Gericke (1797–1864) und hinterließ zwei Töchter und einen Sohn. 1887, mit dem Tod seines Sohnes Eduard Karl von Linger (* 1829), preußischer Sekondeleutnant, erlosch dieser Zweig im Mannesstamm. Sein Onkel Rudolf Karl heiratete 1841 Friederike Amalie Heubach. Das Paar hatte drei Töchter und einen Sohn, Karl Friedrich Wilhelm Rudolf (* 1845), preußischer Leutnant. Aus dessen 1875 geschlossener Ehe mit Margarete Ellis ging der Sohn James Elias (* 1877) hervor.

### Wolff von Linger
Sophie Mathilde von Linger (* 1820), Tochter von Wilhelm Karl Hans von Linger und Friederike Luise Amalie, eine geborene Gericke, heiratete am 4. März 1846 in Berlin Julius Wolff, späterer preußischer Generalleutnant z.D. Sie erhielten am 13. September 1873 zu Berlin eine preußische Adelsverleihung als Wolff von Linger.

## Wappen

### Wappen von 1705
Das Wappen ist gespalten. Rechts in Silber ein schwarzbefiedeter goldener Vogelfuß, links in Gold ein mit drei (2, 1) goldenen Sternen belegter blauer Balken. Auf dem bekrönten Helm mit rechts blau-goldenen und links schwarz-silbernen Helmdecken ein goldener Tierfuß, ein blankes Schwert emporhaltend, zwischen einem offenen, wie das linke Feld bezeichneten Flug.

### Wappen von 1787
Das Wappen von 1787 ist ähnlich dem 1705 verliehenem Wappen, abweichend davon ist der Grund des linken Feldes silbern, und auf dem bekrönten Helm mit rechts blau-goldenen und links schwarz-silbernen Helmdecken ein silbern bekleideter Arm, ein blankes Schwert emporhaltend, zwischen einem offenen, wie das linke Feld bezeichneten Flug.

## Bekannte Familienmitglieder
- Christian Nicolaus von Linger (1669–1755), preußischer General der Artillerie
- Peter Salomon von Linger (1719–1793), preußischer Oberst und Chef der schlesischen Festungs-Artillerie
- Wilhelm von Linger (1794–1871), preußischer Generalleutnant der Artillerie